# Scheria Montes
Gli Scheria Montes sono una struttura geologica della superficie di Teti.